# Économie du Paraguay
L'économie du Paraguay a un important secteur informel qui consiste en l'exportation et l'importation de produits des pays voisins ainsi qu'en l'activité de milliers de micro-entreprises et de vendeurs de rue dans les aires urbaines. De par l’importance de ce secteur, il est difficile d'obtenir des chiffres exacts quant à l'économie paraguayenne. 
Cependant, le PIB de ce pays a franchi en 2022 la barre des 40 milliards de dollars américains. La majeure partie de la population vit de l'agriculture.

## Histoire
Depuis 1993, le pays est entré dans un processus de libéralisation donc il diminue ses dépenses publiques et favorise les entreprises privées.
De plus, il est membre fondateur du MERCOSUR. Ce traité favorise le libre échange avec certains pays d'Amérique du Sud.
Dans les années 2010, l’économie, en grande partie dirigée vers la production de soja, connait une croissance de 4 % en moyenne. La croissance économique ne permet néanmoins pas de faire reculer la pauvreté, qui atteint en 2018 selon les chiffres officiels plus de 26 % de la population. Cette croissance aurait surtout bénéficié aux investisseurs : d'après le New York Times, le Paraguay est « l’un des pays d’Amérique latine où l’écart entre les riches et les pauvres s’est le plus amplifié ces dernières années » ; dans les campagnes, 85 % des terres agricoles appartiennent à 2,6 % des propriétaires. En outre, des populations d’ascendances indigènes ont été expulsées afin de permettre l’implantation d'entreprises de soja.

## Indicateur économique
Pour ce qui est des indicateurs économiques, le PIB total du Paraguay est de 9,3 Mds $, 28,143 Mds $ en parité de pouvoir d’achat. Le PIB par habitant est de 5200 USD (2010) Le taux de croissance du PIB est de l’ordre de 4,0 %.
Pour ce qui est de la main d’œuvre, le pays comptait en 2009, 3 013 617 personnes aptes à travailler. Le taux de chômage est de 7 %.
Le Paraguay a la 80e dette au monde avec 27,80 % du PIB pour la dette publique. La dette extérieure représente environ 5,6 Mds$.

## Secteur
Répartition du PIB par secteurs d’activité :
- secteur agricole : 24,9 %
- secteur industriel : 21,2 %
- services : 53,9 %

Part du PIB consacré à certains domaines : 
- les services comptabilisent 48,5 % ;
- Les dépenses d’administration 7 % ;
- les dépenses pour l’éducation 4,4 % ;
- les dépenses pour la santé  7,1 % (2009)
- la défense 0,9 %

### Primaire
En 2018, le Paraguay était le 6e producteur mondial de soja, avec 11 millions de tonnes produites (derrière les États-Unis, le Brésil, l'Argentine, la Chine et l'Inde). La même année, le pays a produit 5,3 millions de tonnes de maïs et 6,1 millions de tonnes de canne à sucre, se classant au 21e rang mondial dans les deux cas; cette année, le pays a également produit 3,3 millions de tonnes de manioc, 892 000 tonnes de riz, 722 000 tonnes de blé, 223 000 tonnes d'orange, 116 000 tonnes de yerba mate, 107 000 tonnes de sorgho, en plus de petites productions d'autres produits agricoles.
Le secteur agricole occupe près du quart du PIB. On récolte du coton et du soja. L’avenir agricole du pays reposerait entièrement sur des produits agricoles comme la canne à sucre, le blé, le maïs et le yucca. Le pays est composé en grande partie de forêts. Donc, il possède de grandes réserves de bois ce qui facilite l’industrie du bois dans le pays. Le bois et l’huile de soja sont les principaux produits exportés.
Plus de 80 % des terres cultivables sont possédés par 2,6 % de propriétaires terriens. Près de 8 millions d’hectares ont été octroyés de façon illégale, en violant la loi agraire, à des affidés du régime durant la dictature d’Alfredo Stroessner (1954-1989), et l’État n’a depuis rien entrepris pour identifier les bénéficiaires de cet enrichissement illicite. Parmi ces propriétaires, des généraux, des entrepreneurs et hommes politiques, d’anciens présidents de la République, le dictateur nicaraguayen Anastasio Somoza Debayle, et même le Parti Colorado au pouvoir. Plus de 130 leaders paysans ont été assassinés depuis la chute de Stroessner, en 1989.

### Secondaire
Le secteur secondaire du pays occupe seulement 15 % de la population active, surtout de la construction mécanique et celle de l’industrie alimentaire, mais aussi le textile, la chimie et la confection de produits métalliques.
On compte aussi du ciment, du fer et de l'acier, ainsi que des produits pétroliers dérivés. Les réserves en minerais du pays n'avaient, en 2007, pas encore été totalement estimées. De plus récentes études ont identifiées des réserves de gaz naturel, de titane, de cuivre, d'or et de terres rares. 

#### Énergie
Le Paraguay a eu plusieurs projets hydroélectriques avec le Brésil, qui ont eu pour conséquence que le pays dispose d'un bon réseau de centrales hydroélectriques et qu’à ce jour, il est autosuffisant en énergie. La centrale hydroélectrique d'Itaipu est située sur le fleuve Paraná, à la frontière entre le Brésil et le Paraguay, construite par les deux pays entre 1975 et 1982. Elle est aujourd'hui la seconde au monde quant à la puissance installée et reste la première quant à la quantité cumulée d'énergie produite. Son nom signifie : « la pierre qui chante » en guarani et fait référence à la petite île située sur le fleuve avant les travaux.
Grâce au partenariat hydro-électrique avec le Brésil, les Paraguayens ont pu construire le 2e plus grand barrage du monde (30 milliards kWh) à Itaipu et la centrale de Yacitera avec l’Argentine, ce qui a permis au Paraguay son autosuffisance énergétique. Malheureusement, le barrage d'Itaipu est également responsable pour avoir inondé à jamais la Cascade des Sept Chutes, plus importantes chutes d'eau au monde en volume jusqu'au remplissage du réservoir du barrage en 1982.
L'aquifère Guarani s’étend sur une superficie d’environ 1,2 million de km² et sur une superficie de 600 km² dans le sous-sol paraguayen. Un premier accord, signé en 2010 entre le Paraguay, le Brésil, l’Argentine et l’Uruguay, prévoit que « chaque pays exerce un contrôle territorial souverain sur sa partie de l'aquifère Guarani » et que tous s'engagent à « adopter toutes les mesures nécessaires afin d'éviter de porter préjudice aux pays voisins et à l'environnement ». L'accord provoque cependant des critiques aussi bien à gauche qu'à droite, les uns craignant une forme d'accaparement et les autres une réglementation trop stricte qui pourrait effrayer les multinationales ; ainsi, l'ancien ministre de l'Environnement Juan Francisco Facetti (Parti colorado) accuse le président Fernando Lugo d'avoir « trahi la patrie ». Les changements politiques régionaux entrainent finalement l'échec de l'accord : alors que tous les pays signataires étaient dirigés par des gouvernements de gauche ou de centre-gauche, tous repassent à droite à l'exception de l'Uruguay. Le gouvernement paraguayen d'Horacio Cartes fait voter de nouvelles lois en 2014 en parties contradictoires à l'accord.
Avec une disponibilité hydrique de 67 000 mètres cubas par habitant et par an (en ne comptant que les eaux de surface), bien au-dessus de la moyenne régionale (22 000 mètres cubes), le Paraguay se place au premier rang du continent. Pourtant, en raison d'une gestion des ressources défaillante, un quart de la population n'a pas accès à une eau propre à la consommation ; en outre, la moitié n'est reliée à aucun réseau d'assainissement. Plus de 500 entreprises exploitent les sources d'eau potable et distribuent une eau peu (ou pas) analysée.
Dans le département Central, où vit le tiers de la population, l'aquifère Patiño est fortement menacé, en particulier par les besoins considérables des entreprises agricoles. D'après la dernière étude disponible, réalisée en 2007 par le consortium japonais CKC, la capacité de recharge de l'aquifère était de 175 milliards de litres d'eau par an, tandis que 249 milliards de litres étaient puisés pendant la même période. Asunción compte ainsi parmi les capitales menacées d'Amérique latine, où le pompage excessif menace de provoquer l'affaissement des sols.

### Tertiaire
Le secteur tertiaire est très peu développé. Il y a un manque flagrant d’infrastructures de transports. Le secteur bancaire reste très fragile. Dans le secteur des télécommunications, on remarque une énorme amélioration. Le pays étant enclavé, il dépend des infrastructures portuaires exogènes pour l'import-export de gros tonnages. L'axe Río Paraguay-Rio Paraná-Río de la Plata est essentiel.

## Commerce extérieur
L’économie de ce pays latino-américain est dépendante de ses voisins puisqu’il fait partie de l’Association latino-américaine d’intégration et est le membre fondateur du MERCOSUR, ce qui explique ses principaux partenaires commerciaux soit le Brésil, l’Argentine, l’Espagne et les États-Unis. Cette dépendance peut être constatée par l’importance des exportations avec le Brésil (21 %), Uruguay (17 %), le Chili (12 %), l’Argentine (11 %) et la Russie (4 %). Ce commerce représente 7 972 milliards de dollars.
Les principaux produits exportés sont : 
- les produits agricoles à 83 %,
- les produits manufacturés à 16 %,
- les produits chimiques à 3,1 %.

Ses principaux partenaires commerciaux pour l'importation sont principalement la Chine, le Brésil, l’Argentine, les États-Unis, la Suisse et Taiwan.
Le montant total des importations est de 2,4 Mds$.
Les principaux produits importés sont : 
- les produits manufacturés à 80 %,
- les produits pétroliers et miniers à 13 %,
- les produits agricoles à 7 %.